# Океанічні безкисневі події

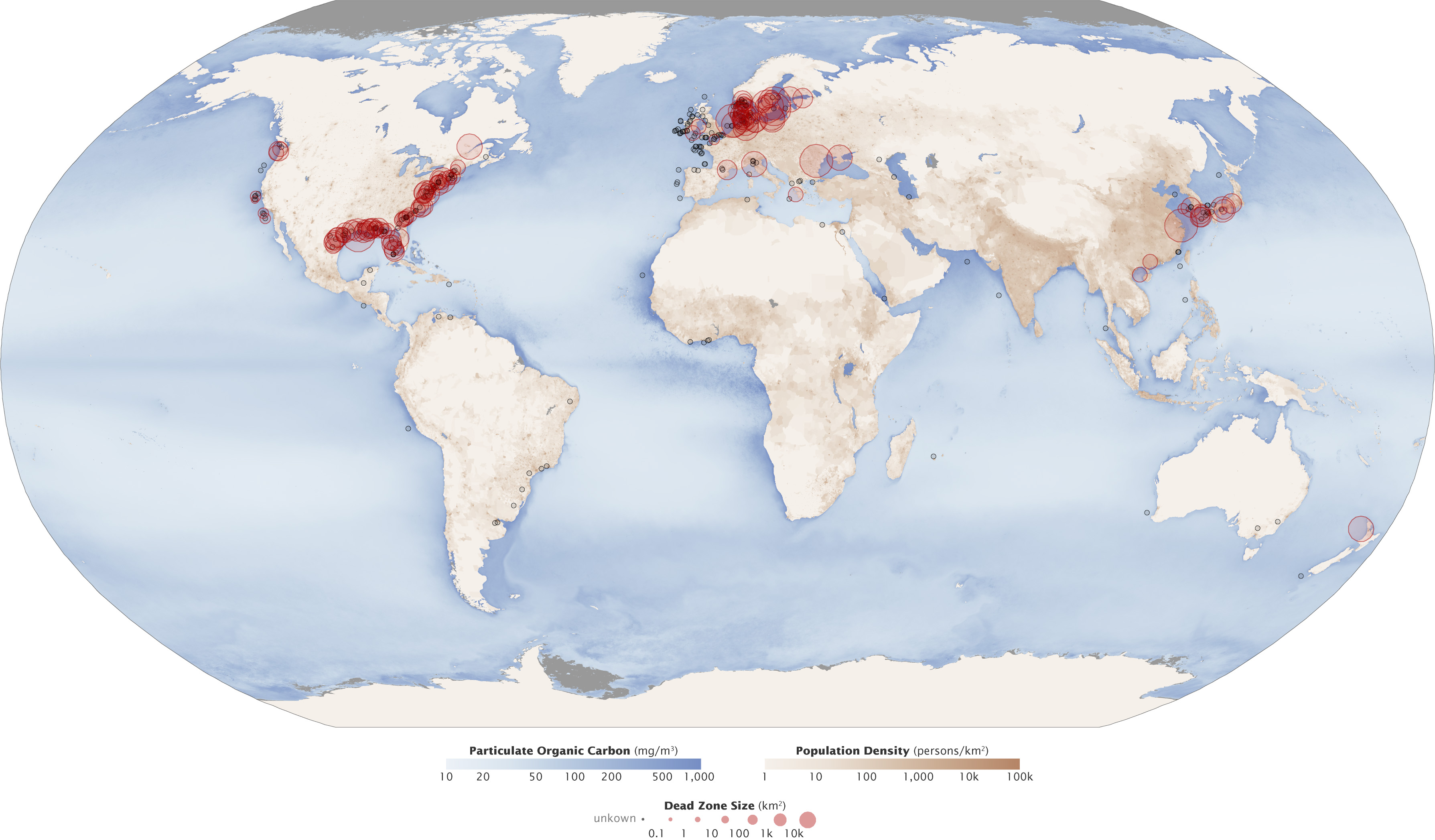
Карта водних мертвих зон, січень 2008 р. Червоні кола відображають розміри та розташування мертвих зон, а чорні крапки позначають мертву зону невідомого розміру. За останні півстоліття розмір і кількість морських мертвих зон — районів, де у глибоких водах настільки мало розчиненого кисню, що морські істоти не можуть вижити — різко зросли. — Земна обсерваторія NASA

Аноксичні події, Океанічні безкисневі події (Oceanic anoxic events) описують періоди, коли великі простори океанів Землі були позбавлені розчиненого кисню, створюючи токсичні, евксинні (безкисневі та сульфідні) води. Геологічний літопис показує, що вони відбувалися багато разів у минулому. Аноксичні події збіглися з кількома масовими вимираннями і, можливо, сприяли їм. Ці масові вимирання включають деякі, які геобіологи використовують як маркери часу в біостратиграфічному датуванні. З іншого боку, існують широко поширені різноманітні шари чорного сланцю з середини Крейди, які вказують на безкисневі події, але не пов'язані з масовими вимираннями. Багато геологів вважають, що безкисневі події в океані тісно пов'язані з уповільненням циркуляції океану, потеплінням клімату та підвищеним рівнем парникових газів. Дослідники запропонували посилений вулканізм (вивільнення CO2) як «основний зовнішній тригер».
Британський океанолог і дослідник атмосфери Ендрю Вотсон пояснив, що, хоча епоха голоцену демонструє багато процесів, що нагадують ті, що сприяли минулим безкисневим подіям, повномасштабна аноксія в океані займе «тисячі років».

## Історія
Концепція океанічної аноксичної події (OAE) була вперше запропонована в 1976 році Сеймуром Шлангером (1927—1990) і геологом Г'ю Дженкінсом і виникла на основі відкриттів, зроблених Проєктом глибоководного буріння (DSDP) у Тихому океані. Знахідка чорних, багатих вуглецем сланців у крейдяних відкладах, які накопичувалися на підводних вулканічних плато (напр. Височина Шатського, плато Маніхікі), у поєднанні з їхнім ідентичним віком до подібних відкладень із керном з Атлантичного океану та відомих відкладів у Європі, зокрема в геологічних літописах Апеннін в Італії, де переважає вапняк, призвели до спостереження що ці широко поширені, однакові шари зафіксували дуже незвичайні умови збіднення кисню у світових океанах, що охоплювали кілька окремих періодів геологічного часу.
Сучасні дослідження цих насичених органікою відкладень зазвичай виявляють наявність дрібних шарів, які не порушені донною фауною, що вказує на безкисневі умови на морському дні, які, як вважають, збігаються з низинним отруйним шаром сірководню, H2S. Крім того, детальні органічні геохімічні дослідження нещодавно виявили присутність молекул (так званих біомаркерів), які походять як від пурпурних сірчаних бактерій, так і від зелених сірчаних бактерій — організмів, які потребували як світла, так і вільного сірководню (H2S), що ілюструє що безкисневі умови поширювалися високо в фототичний верхній стовп води.
Кілька місць на землі демонструють ознаки аноксії в локальному масштабі, такі як цвітіння водоростей/бактерій і локальні «мертві зони». Мертві зони існують біля східного узбережжя Сполучених Штатів у Чесапікській затоці, а також у скандинавській протоці Каттегат, Чорному морі (яке, однак, могло бути безкисневим у своїх найглибших рівнях протягом тисячоліть), у північній частині Адріатики, а також мертва зона біля узбережжя Луїзіани. Нинішній сплеск медуз у всьому світі іноді розглядається як перші маркери безкисневої події. Інші морські мертві зони з'явилися в прибережних водах Південної Америки, Китаю, Японії та Нової Зеландії. Дослідження 2008 року задокументувало 405 мертвих зон у всьому світі.

## Наслідки
Аноксичні події в океані мали багато важливих наслідків. Вважається, що вони відповідальні за масове вимирання морських організмів як у палеозої, так і в мезозої. Ранні тоарські та сеномансько-туронські безкисневі події корелюють з туронськими та сеномансько-туронськими вимиранням переважно морських форм життя. Крім можливих атмосферних впливів, багато морських організмів, що живуть на глибині, не змогли пристосуватися до океану, де кисень проникав лише в поверхневі шари.
Економічно значущим наслідком безкислородних подій в океані є той факт, що такі умови в багатьох мезозойських океанах сприяли накопиченню більшості світових запасів нафти та природного газу. Під час океанічної безкисневої події покладів органічної речовини було набагато більше, ніж зазвичай, що дозволило утворювати нафтопродукти в багатьох середовищах по всьому світу. Отже, приблизно 70 відсотків нафтових порід мають мезозойський вік, а ще 15 відсотків походять з теплого палеогену.

### Крейдяний період
Детальні стратиграфічні дослідження крейдяних чорних сланців у багатьох частинах світу показали, що дві океанічні безкисневі події були особливо значущими з точки зору їхнього впливу на хімію океанів, одна в ранньому Апті (~120 млн років), іноді називається подією Селлі на честь італійського геолога Раймондо Селлі (1916—1983), а іншу — на межі Сеноману та Турону (~93 млн років), яку іноді називають подією Бонареллі на честь італійського геолога Гвідо Бонареллі (1871—1951). Перший тривав від ~1,0 до 1,3 млн років. Другий оцінюється в ~820 тисяч років.

### Юрський період
Тоарська океанічна безкиснева подія, єдина подія з юрського періоду, відбулася під час раннього тоарського періоду (~183 млн років).

### Палеозой
Пермсько-тріасове вимирання, викликане викидом CO2 із Сибіру, було відзначене деоксигенацією океану.

### Архей і Протерозой
Вважалося, що протягом більшої частини історії Землі океани відчували дефіцит кисню. Під час архею евксинії майже не було через низьку доступність сульфату в океанах, але в протерозої вони стануть більш поширеними.